# Julian Szulc
Julian Szulc vel Schultz (ur. 21 maja 1897 w Luchowie, powiat Wyrzysk; zm. 24 grudnia 1965 w Złotowie) – starszy wachmistrz kawalerii Wojska Polskiego.
Był ułanem 203 Ochotniczego Pułku Ułanów (przemianowanego później na 27 Pułk Ułanów) i 115 Pułku Ułanów Wielkopolskich (przemianowanego później na 25 Pułk Ułanów Wielkopolskich. Uczestniczył w wojnie z bolszewikami 1919–1920. Kawaler Krzyża Srebrnego Orderu Wojskowego Virtuti Militari, osobiście odznaczony przez gen. Stanisława Hallera.